# پژوهشکده علوم و اندیشه سیاسی
 پژوهشکده علوم و اندیشه سیاسی  از پژوهشکده های وابسته به دفتر تبلیغات اسلامی حوزه علمیه قم است و به لحاظ سازمانی از پژوهشکده های وابسته به پژوهشگاه علوم و فرهنگ اسلامی است.این پژوهشکده در سال ۱۳۸۳ از وزارت علوم مجوز فعالیت دریافت کرده است. مؤسس و رئیس پژوهشکده از اغاز تاکنون (۱۳۹۲) دکتر   نجف لک زایی است.این پژوهشکده ده سال نیز پیش از رسمی شدن فعالیت کرده است.

## گروههای علمی
گروههای علمی پژوهشکده عبارت اند از:
- گروه فقه سیاسی؛
- گروه فلسفه سیاسی؛
- گروه علوم سیاسی.[۱]